# Антарктический ледяной щит
Антарктический ледяной щит — один из двух полярных ледяных щитов Земли. Охватывает около 98 % площади Антарктиды и является самым крупным скоплением льда на Земле. Его площадь составляет 14 млн км², а объём — 26,5 млн км³ льда. В Антарктическом ледяном щите содержится около 61 % всей пресной воды на Земле, что эквивалентно 58 м уровня Мирового океана. В Восточной Антарктиде фундамент ледяного щита составляют континентальные породы, тогда как в Западной Антарктиде фундамент погружается больше чем на 2500 м глубже уровня моря.

## Строение

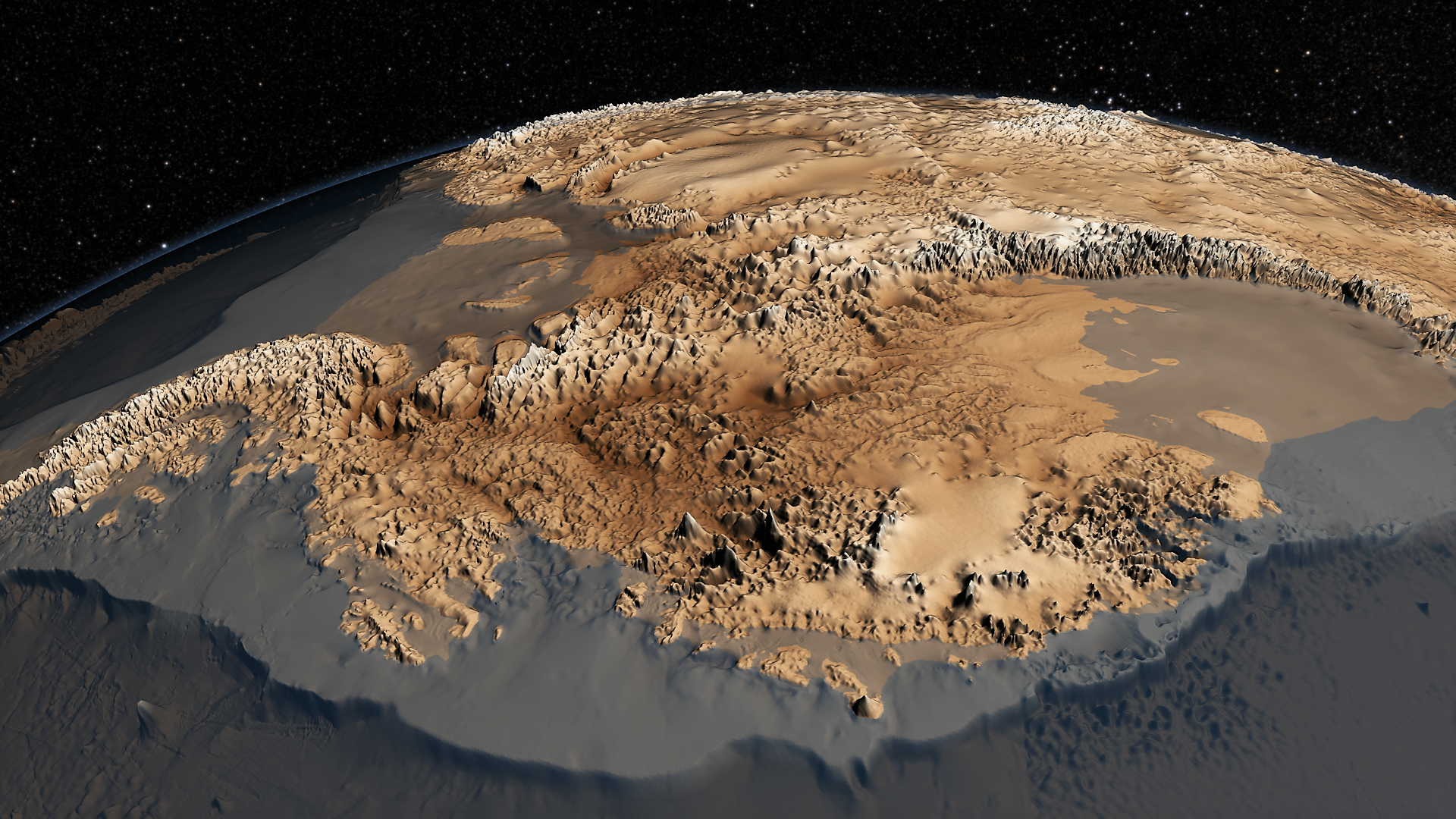
Топография коренных пород Антарктиды

Ледяной щит имеет сложное строение. Он образован в результате слияния громадного наземного щита Восточной Антарктиды, «морского» ледяного щита Западной Антарктиды, плавучих шельфовых ледников Росса, Ронне, Фильхнера и других, а также нескольких горно-покровных комплексов Антарктического полуострова.
Восточно-антарктический ледяной щит — это огромный ледяной «корж» площадью 10 млн км² и диаметром более 4 тысяч км. Поверхность льда, скрытая под 100—150-метровой толщей снега и фирна, образует огромное плато со средней высотой около 3 км и максимальной высотой в его центре до 4 км. Средняя толщина льда Восточной Антарктиды равняется 2,5 км, а максимальная — почти 4,8 км. Существенно меньшие размеры имеет Западно-антарктический ледяной щит: площадь менее 2 млн км², средняя толщина — лишь 1,1 км, поверхность не поднимается выше 2 км над уровнем моря. Фундамент этого щита на больших площадях погружён ниже уровня океана, его средняя глубина около 400 м.
Весьма интересны шельфовые ледники Антарктиды, которые являются плавучим продолжением наземного и «морского» покровов. Их общая площадь — 1,5 млн км², причём наибольшие из них — шельфовые ледники Росса и Ронне-Фильхнера, которые занимают внутренние части морей Росса и Уэдделла, имеют площадь по 0,6 млн км² каждый. Плавучий лёд этих ледников отделён от основного щита линиями налегания, а его внешние границы образованы фронтальными обрывами, или барьерами, которые постоянно обновляются благодаря откалыванию айсбергов. Толщина льда у тыловых границ может доходить до 1—1,3 км, у барьеров она редко превышает 150—200 м.

## Движение льда

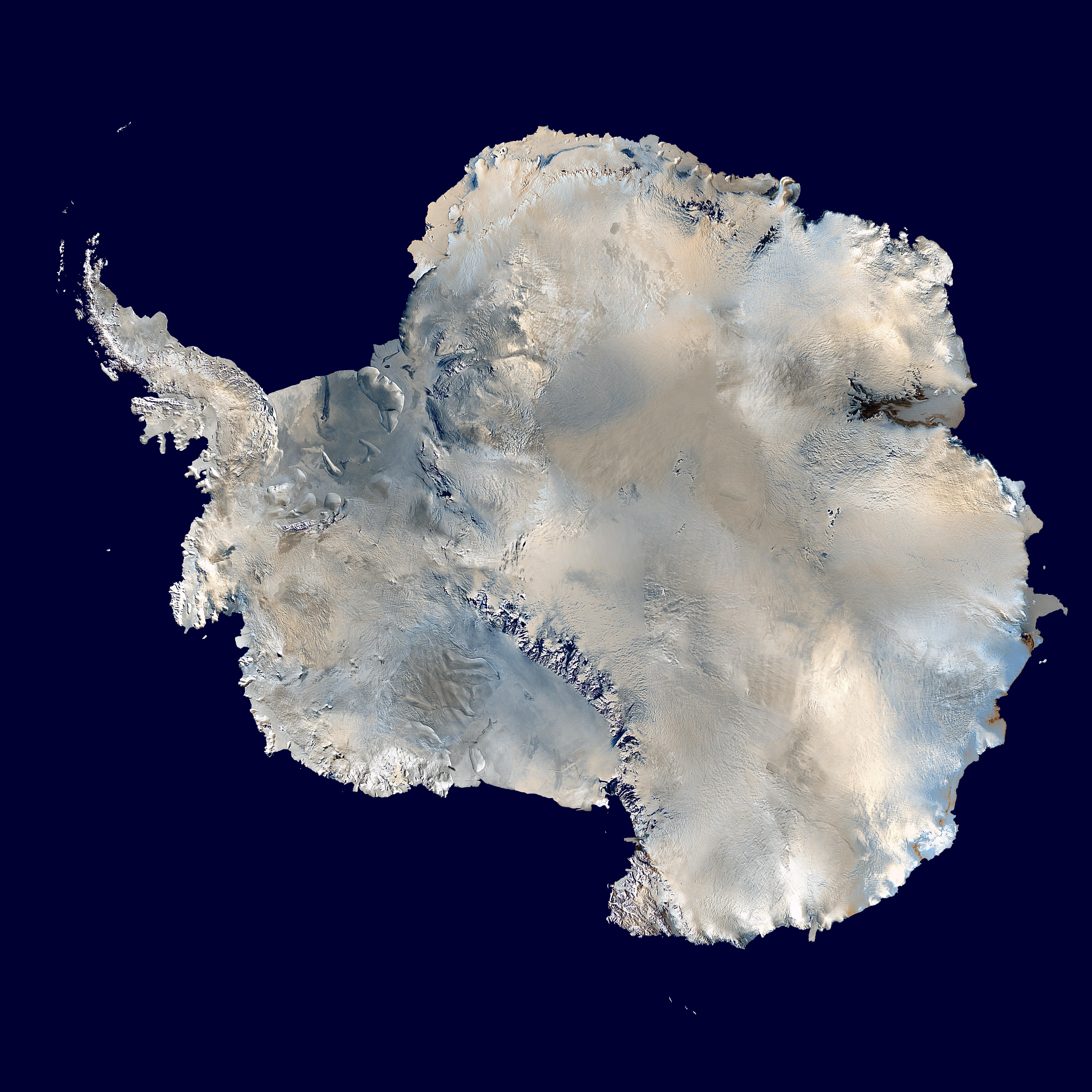
Спутниковое изображение Антарктиды

Антарктический лёд распространяется из нескольких центров к периферии покрова. В разных его частях это движение идёт с разной скоростью. В центре Антарктиды, лёд двигается медленно, у ледникового края его скорости возрастают до нескольких десятков и сотен метров в год. Здесь быстрее всего двигаются ледяные потоки, которые погружаются в открытый океан. Их скорости нередко достигают километра в год, а один из ледяных потоков Западной Антарктиды — ледник Пайн-Айленд — двигается со скоростью несколько километров в год. Однако большинство ледяных потоков впадают не в океан, а в шельфовые ледники. Ледяные потоки такой категории двигаются медленнее, их скорость не превышает 300—800 м/год. Такой медленный темп обычно объясняют сопротивлением со стороны шельфовых ледников, которые сами, как правило, тормозятся берегами и отмелями.
Серия исследований, проведённая с помощью данных, полученных с европейского спутника Cryosat, позволила выяснить, что одновременно с уменьшением общей площади льдов в Антарктиде увеличилась их толщина. В настоящее время прирост составляет до 5 см в год, что значительно больше, чем в 1990-е годы.

## Подледниковая гидросистема

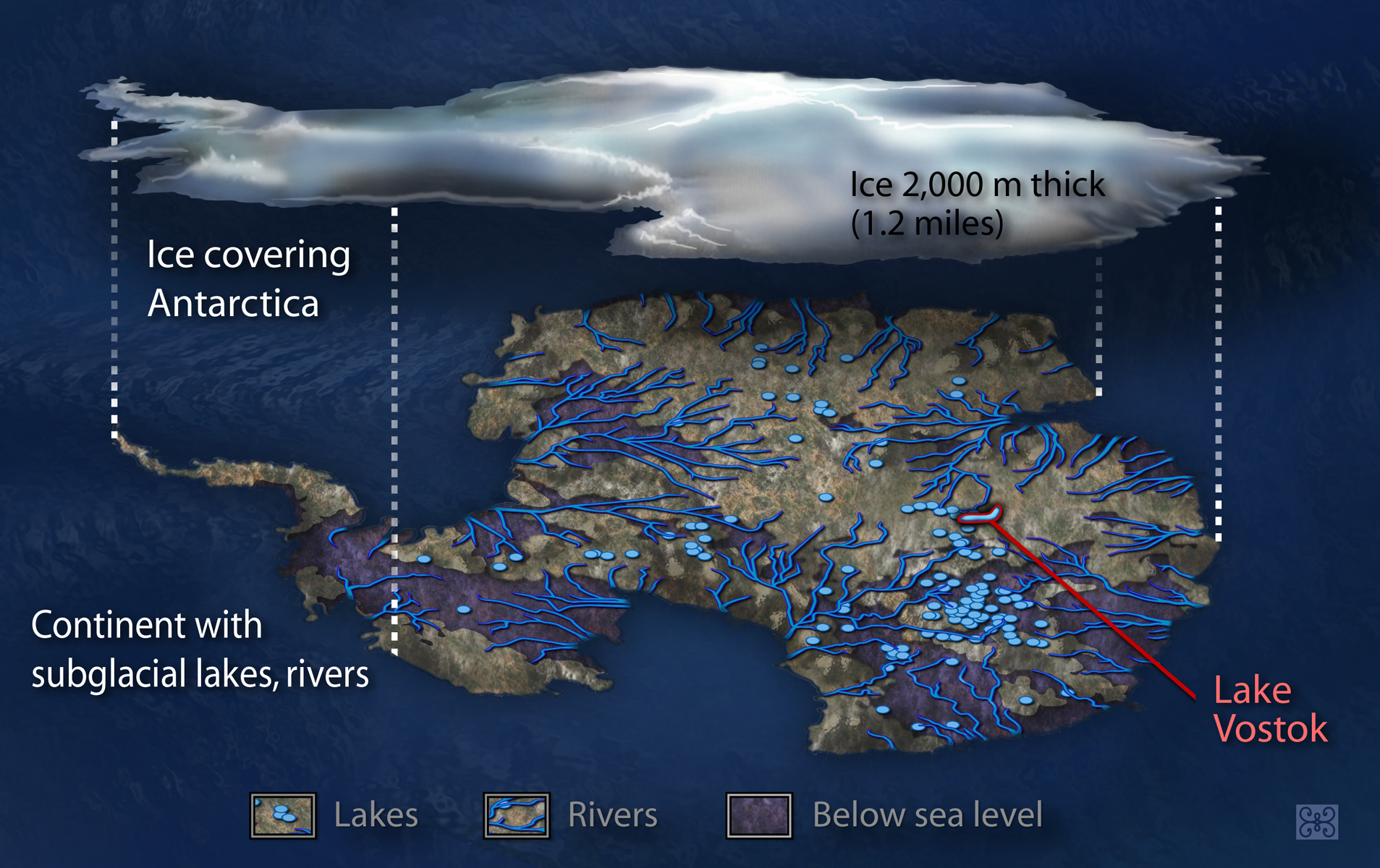
Карта подледниковых озёр и рек под антарктическим щитом.

Антарктический щит обладает собственной подледниковой гидросистемой, которая включает в себя почти 400 антарктических подледниковых озёр, значительная часть которых связана посредством подлёдных рек в единую водную систему. Самым большим из них является озеро Восток.
Озёра расположены вблизи ледовых водоразделов, где большие подледниковые водосборные бассейны перекрыты ледяными щитами. С помощью спутниковой альтиметрии были выявлены изменения высоты ледникового щита в районе озёр, указывающие на то, что восточно-антарктические озера связаны подледниковой водной системой, которая переносит воду между этими водоёмами, тем самым изменяя высоту ледяного щита над ними.

## Геологическая история
Обледенение Антарктиды началось во время среднего эоцена около 45,5 миллионов лет назад и распространилось во время эоцен-олигоценового вымирания около 34 миллионов лет назад. Причинами похолодания и оледенения учёные называют уменьшение количества углекислого газа в атмосфере Земли и появление пролива Дрейка.